# Mirosław Łebkowski
Mirosław Zygmunt Łebkowski (ur. 9 września 1922 w Częstochowie, zm. 22 marca 2010 w Warszawie) – polski literat, pisarz, tłumacz i autor tekstów piosenek.

## Życiorys
W czasie wojny żołnierz Armii Krajowej „Jodła”, szef referatu „N” obwodu Opatów, więzień obozów koncentracyjnych: Auschwitz-Birkenau (gdzie zadebiutował anonimowo jako twórca piosenek), Buchenwald, Dora, Ravensbrück. W Auschwitz-Birkenau oznaczony był numerem 169601.
Po zakończeniu wojny studiował w SGH w Warszawie. Zajmował się głównie pracą twórczą oraz społeczną – przez szereg lat we władzach ZAiKS-u (1952–1974) oraz ZAKR-u, były sekretarz generalny tego stowarzyszenia. Autor sztuk scenicznych, m.in. „Gość z kosmosu”, musicalu „Turniej w Rio Marasco” (muz. Jerzy Walden), libretta operetki „Melodia miłości” (muz. Edward Olearczyk). Napisał także nowe libretta oper (wspólnie z St. Wernerem), m.in. „Wesołe kumoszki z Windsoru” (O. Nicolai), „Tannhäuser” (R. Wagnera), widowiska estradowe dla wojska (wsp. z S. Wernerem), m.in. „Wchodzimy w lata siedemdziesiąte”, widowiska lalkowe (wsp. z S. Wernerem), m.in. „O kołku w płocie”, pieśni i piosenki. Laureat III nagrody za pieśni na I Festiwalu Muzyki Polskiej oraz I nagrody za tekst piosenki („Powracali trzej chłopcy”) w konkursie przed V Światowym Festiwalem Młodzieży i Studentów w 1955 roku.

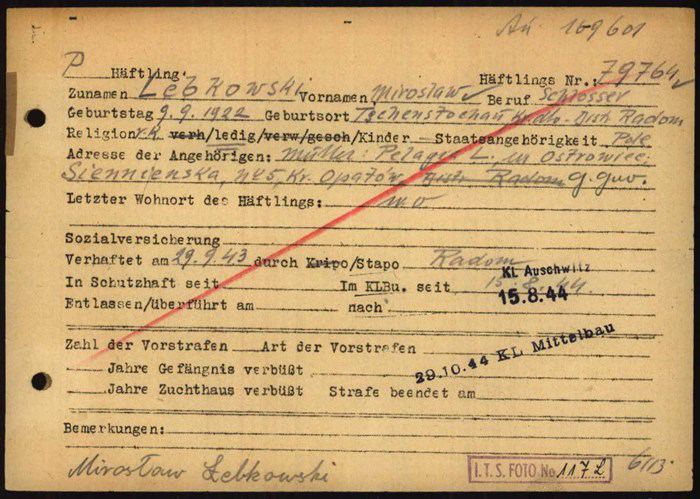
Teczka Mirosława Łebkowskiego Obozu Mittelbau

Jego piosenki zdobywały Złote (pięciokrotnie) i Srebrne Pierścienie na Festiwalach Piosenki Żołnierskiej w Kołobrzegu, dwie nagrody Ministerstwa Obrony Narodowej, a także wiele innych nagród i wyróżnień na festiwalach i konkursach. Pisał często w spółkach, najczęściej z S. Wernerem (od 1966 pod stałym wspólnym pseudonimem autorskim „Stamir”). Współpracował również z Witoldem Lutosławskim.
Jest autorem:
- tłumaczeń dzieł sakralnych dla Państwowego Wydawnictwa Muzycznego i Filharmonii Narodowej;
- sztuki dla młodzieży Gość z kosmosu[4];
- musicali Turniej w Rio de Maracaso (współaut. libr. Jerzy Walden, muz. Piotr Hertel, Henryk Debich), Opiekun mojej żony[5] (współaut. libr. Jerzy Walden, muz. Piotr Hertel);
- przekładów librett operowych Tannhäuser[6], Kawaler srebrnej róży[7], Zagraj nam Johnny (współaut. Stanisław Werner), Płaszcz, Gianni Schicchi, Siostra Angelica, Córka pułku, Zięć bez rodowodu (współaut. Stanisław Werner, T. Laskowski), Wesołe kumoszki z Windsoru[8], Anna Bolena, Bal maskowy[9] (współaut. T. Laskowski), Xserxes[10] (współaut. Jerzy Kondracki);
- przekładów librett operetkowych i musicalowych Popłoch wśród dziewcząt[11], Wesele Kreczyńskiego[12], Piękna Galatea (współaut. Stanisław Werner), Noc w Wenecji[13], Paganini[14], Gasparone[15] (współaut. Stanisław Werner, T. Laskowski), Dama z portretu[16], Dwa serca i wiedeński walc, Giuditta, Księżniczka Trebizondy (współaut. Stanisław Werner, Jerzy Kondracki), Gejsza, Róża wiatrów (współaut. Stanisław Werner, Marian Niewiarowski), Dzwony z Corneville[17] (współaut. Jerzy Kondracki, T. Laskowski), Skowronek[18] (współaut. Danuta Baduszkowa);
- librett operetkowych Rewizor jedzie[19] według Nikołaja Gogola (współaut. Stanisław Werner, muz. Jan Tomaszewski); Nasz człowiek w Hawanie według Grahama Greene’a (współaut. Stanisław Werner[20], Wanda Wróblewska, muz. Jan Tomaszewski);
- scenicznych i książkowych utworów dla dzieci: Skarby złotej kaczki[21], Drzewko Aby Baby[22] (współaut. Stanisław Werner, muz. Józef Talarczyk), O kołku w płocie co służył w piechocie[23] (współaut. Stanisław Werner), Mowgli syn dżungli według Rudyard Kiplinga[24] (współaut. Stanisław Werner) i Dwie podróże Guliwera według Jonathana Swifta[25] (współaut. Stanisław Werner);
- autorskich zbiorków piosenek i utworów estradowych Czy pozwoli panna Krysia[26], Do pięknej niedzieli[27] oraz Uskrzydleni i pancerni[1];
- tekstów pieśni i piosenek żołnierskich i estradowych m.in. dla Chóru Czejanda, Bractwa Kurkowego, Dwa Plus Jeden, Grupy ABC, Happy End, Homo Homini, Partity, Reny Rolskiej, Tercetu Egzotycznego, Violetty Villas i Tadeusza Woźniakowskiego.

Najpopularniejsze piosenki których autorem tekstów był to m.in. Pamelo, żegnaj, wyk. Tercetu Egzotycznego i Do Ciebie Mamo, wyk. Violetty Villas, jak i tez Do grającej szafki grosik wrzuć, muz. Gunter Oppenheimer, wyk. Marii Koterbskiej
Był autorem licznych piosenek żołnierskich, m.in. w roli kierownika literackiego Śląskiej Estrady Wojskowej, zdobywając liczne nagrody w tym Złote i Srebrne Pierścienie na Festiwalu Piosenki Żołnierskiej w Kołobrzegu.

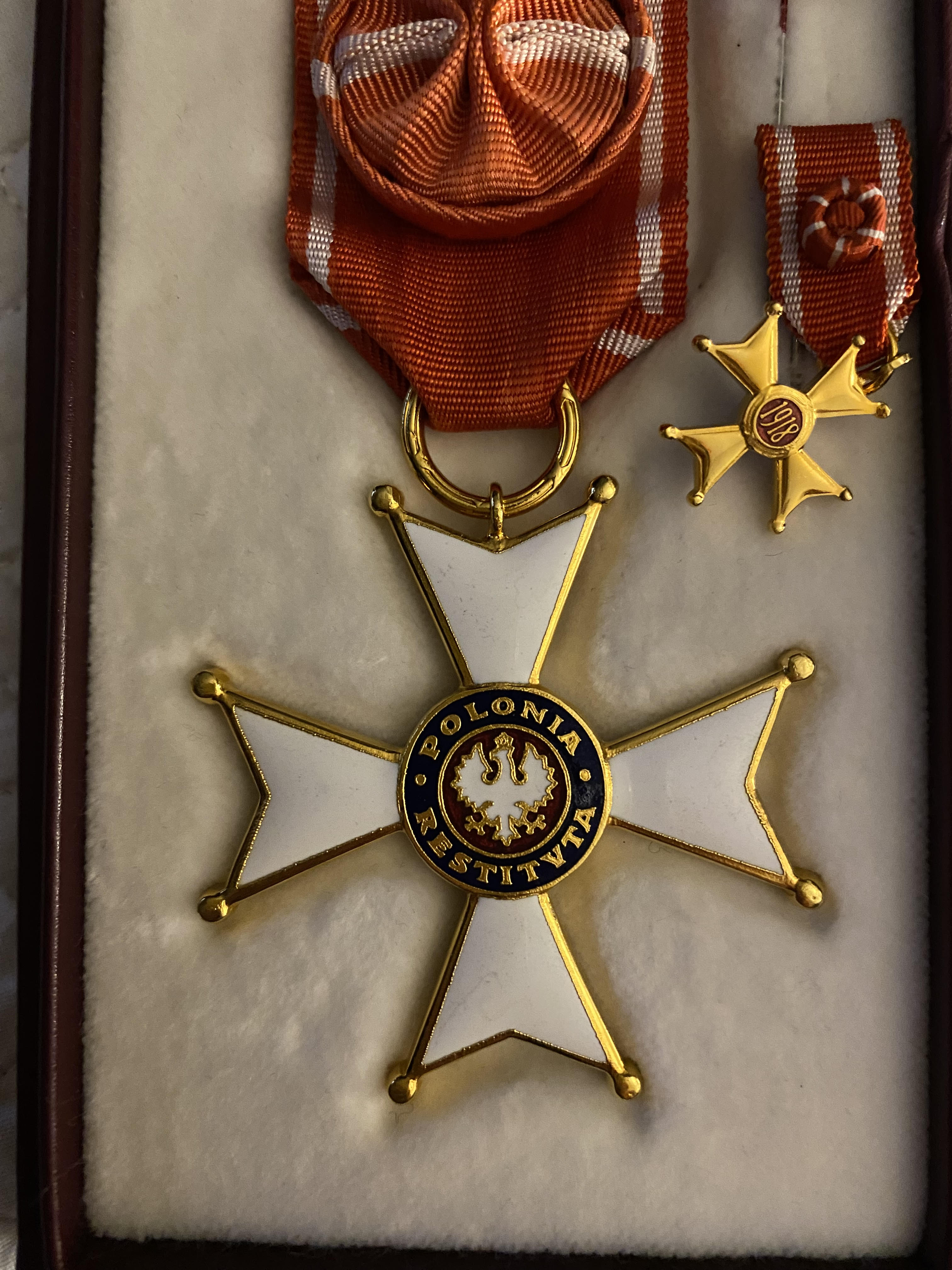
Order Odrodzenia Polski Mirosława Łebkowskiego ze zbiorów rodziny.

Pochowany 1 kwietnia 2010 w Panteonie Żołnierzy Polski Walczącej na cmentarzu Wojskowym na Powązkach. Zostawił po sobie córkę Dorotę Łebkowską, syna Marka Łebkowskiego oraz swoją żonę Danutę Łebkowską, której wspomnienia dotyczące ich życia można odsłuchać w internecie.

## Pieśni masowe i piosenki (wybór)
- Oświęcim[6] (muz. anonim. – 1943)
- Pieśń o braterstwie (muz. Alfred Gradstein – 1948)
- Hej, na górach[6] (muz. E. Bekier – 1949)
- Hej, ty pole[6] (muz. Michał Sulej – 1949)
- Marsz LZS (muz. Zygmunt Nowacki – 1950)
- Pokój! Mir! Frieden! Paix! (muz. Edward Olearczyk – 1950)
- Na strażnicy (muz. Edward Olearczyk – 1951)
- Piosenka o wiosennym siewie (muz. Edward Olearczyk – 1952)
- Pociąg zlotowy (muz. Edward Olearczyk – 1952)
- Saperzy, saperzy (muz. Edward Olearczyk – 1952)
- Otwórzcie nam ludzie (muz. Wit Jarmul – 1953)
- Melodia Starego Miasta (muz. Edward Olearczyk – 1953)
- Bzy na naszej ulicy (muz. Aleksander Barchacz – 1954)
- Goście z miasta (muz. Alfred Gradstein – 1954)
- Wspólny jest nasz plon (muz. Wit Jarmul – 1954)
- Powracali trzej chłopcy (muz. Edward Olearczyk – 1955)
- Pewnie miła zapomniałaś (muz. Edward Olearczyk – 1955)
- Przelotny uśmiech (wsp. z Tadeuszem Urgaczem – muz. Jerzy Mart – 1955)
- Walc maturzystów (z Tadeuszem Urgaczem – muz. Edward Olearczyk – 1955)
- Już śpij, dobranoc (muz. Matwiej Błanter – 1955)
- Wieczorem nad Wisłą (z Tadeuszem Urgaczem – muz. Edward Olearczyk – 1955)
- Bo mój mąż łowi ryby (muz. Wise, Weissmann, Twoney – 1956)
- Jeszcze się zastanów (muz.Jerzy Mart – 1957)
- Nie powiesz nic (muz. Ryszard Sielicki – 1957)
- Nie wiem, co to znaczy (muz. Henryk Jabłoński – 1957)
- Nie wszystko się zmieniło (muz. Edward Olearczyk – 1957)
- Ty jesteś czarująca (muz. Romuald Żyliński – 1957)
- Padam, padam (muz. Norbert Glanzberg – 1957)
- Plotki o Dorocie (muz. Jerzy Tyszkowski – 1958)
- Posłuchaj kochana (muz. Tadeusz Kwieciński – 1958)
- Już dawno domyśliłam się (z Janem Gałkowskim – muz. Edward Olearczyk – 1958)
- Kuplety Marleny (muz. Edward Olearczyk – 1958)
- To mój świat prześniony (muz. Edward Olearczyk – 1958)
- Sekret (muz. Jan Kozłowski – 1958)
- Pożyteczna chmurka (muz. W. Kubiczek – 1958)
- Gorącą nocą (z Heleną Kołaczkowską – 1959)
- Wrzuć grosik do grającej szafy (muz. Günter Oppenheimer – 1959)
- Nie spotkamy się (muz. Henryk Klejne – 1959)
- Gdyby pan był mym znajomym (muz. Marian Radzik – 1960)
- Kino na przedmieściu (muz. Czesław Grudziński – 1960)
- Tina z Neapolu (muz. Zbigniew Dziewiątkowski – 1960)
- Uśmiech lata (wsp. z Tadeuszem Urgaczem – muz. Antoni Buzuk – 1960)
- Czego trzeba do szczęścia (muz. Jerzy Wasowski – 1961)
- Dla ciebie miły (muz. Ryszard Sielicki – 1961 – piosenka laureatka radiowego konkursu na piosenkę przed I Międzynarodowym Festiwalem Piosenki w Sopocie)
- Pikowa dama (muz. Marian Radzik – 1961)
- Tysiąc pierwsza noc (muz. Andrzej Januszko – 1962)
- Hej trąbko (muz. Jerzy Tyszkowski – 1963)
- Szesnaście lat (wsp. ze Stanisławem Wernerem – muz.Ryszard Sielicki – 1963)
- A gdzie to jest (wsp. ze Stanisławem Wernerem – muz. Józef Kania – 1964)
- Mucurita (muz. Zbigniew Dziewiątkowski – 1964)
- Nie wystarczy kilka centymów (muz. Stefan Ratajski – 1964)
- Stary gaucho (muz. Ryszard Sielicki – 1964)
- W małej hacjendzie (muz. Ryszard Sielicki – 1964)
- Z gitarą przez ramię (wsp. ze Stanisławem Wernerem – muz. Adam Skorupka – 1964)
- Co tam noc (z Stanisławem Wernerem – muz. Czesław Grudziński – 1964)
- Piosenka z całusem (z Stanisławem Wernerem – muz. Władysław Szpilman – 1964)
- Do ciebie mamo (z Stanisławem Wernerem – muz. Adam Skorupka – 1965)
- Kiedyśmy wracali (z Stanisławem Wernerem – muz. Witold Rudziński – 1965)
- W służbie narodu, w służbie kraju (muz. Emil Sojka – 1966)
- Adios Havana mia (Stamir*-muz.Zbigniew Dziewiątkowski – 1966)
- O Izabelo (Stamir – muz. Zbigniew Dziewiątkowski – 1966)
- Pamelo żegnaj (muz. Zbigniew Dziewiątkowski – 1966)
- Rodeo (muz. Ryszard Sielicki – 1966)
- Nasza Bonanza (Stamir – muz. Józef Kania – 1966)
- Polonez wiślany (Stamir – muz. Michał Sulej – 1966)
- Kreolska dziewczyna (Stamir – muz. Ryszard Sielicki – 1969)
- Nie chodź do domu (Stamir – muz. Z. Karwacki – 1969)
- Ze mną bądź (Stamir – muz. Hubert Szymczyński – 1969)
- Hotel de Paris (muz. Zbigniew Dziewiątkowski – 1969)
- Wchodzimy w lata siedemdziesiąte (Stamir – muz. Jacek Szczygieł – 1971)
- Czarna woalka (muz. R. Dessaro – 1971)
- Moje włosy – moje oczy (muz. Stefan Ratajski – 1971)
- Upiję się dziś (Stamir – muz. R. Dessaro – 1971)
- Czerwone słoneczko (Stamir – muz. Jerzy Mart – 1972)
- Saperski zwiad (Stamir – muz. Emil Sojka – 1972)
- Ech te czołgi (Stamir – muz. Józef Kania – 1974)
- Witaj dniu (Stamir – muz. Tadeusz Margot – 1974)
- W wojsku nie jest źle (muz. Benedykt Konowalski – 1975)
- Uważaj (Stamir – muz. Leszek Bogdanowicz – 1977)
- A ty na mnie czekaj (Stamir – muz. Stanisław Rososiński)
- Bielańskie wspominki (Stamir – muz. Stanisław Rososiński)
- Co ja z wami mam chłopaki (Stamir – muz. Bolesław Szulia)
- Cyrkowy wóz (muz. W. Chyda)
- Daleka podróż (z Tadeuszem Urgaczem – muz. Derwid)
- Do Veracruz (muz. Zbigniew Dziewiątkowski)
- Fantazja warszawska (Stamir – muz. Romuald Żyliński)
- Gdy wita nas Hel (Stamir – muz. Marek Sewen)
- I do koszar (Stamir – muz. Bolesław Szulia)
- Moja Julio (Stamir – muz. Henryk Klejne)
- Od Błędowa (muz. Ireneusz Łojewski)
- Pamiątka z Zakopanego (muz. W. Chyda)
- Pieśń o rzekach (Stamir – muz.Emil Sojka)
- Piosenka sportowa (muz. Witold Rudziński)
- Podmoskiewski zmierzch (muz. W. Sołowiow-Siedoj)
- Spotkanie na prerii (muz. Zbigniew Dziewiątkowski)
- Stewardessa i marynarz (Stamir – muz. Marek Sewen)
- Strome schodki (muz. Krzysztof Chromcewicz)
- Takiemu to dobrze (Stamir – muz. Zbigniew Ciechan)
- Ten trzeci (Stamir – muz. Janusz Szewczyk)

## Ordery i odznaczenia
- Krzyż Kawalerski i Oficerski Orderu Odrodzenia Polski (1983 Kawalerski, 1998 Oficerski)[29]
- Złoty Krzyż Zasługi[29]
- Krzyż Walecznych
- Medal ZAiKS-u (1988)[30]
- Odznaka honorowa ZAiKS-u (1969)[30]